# Balatonberény
Balatonberény (hongrois : Balatonberény [ˈbɒlɒtonbɛreːɲ]) est une localité hongroise située dans le comitat de Somogy, au bord du lac Balaton.

## Site et localisation

### Topographie et hydrographie
Balatonberény est située à la frontière des comitats de Somogy et de Zala, à la jonction du plateau de Marcali (Marcali-hát) et du lac Balaton, à proximité immédiate du Petit Balaton et à quelques kilomètres de l'embouchure de la Zala. Le plateau de Marcali a commencé à se former au cours du Pliocène, lorsque le lac intérieur dit « mer Pannonienne » y a laissé des dépôts sablo-argileux. Ceux-ci furent ensuite recouverts par des alluvions fluviales datant du Pléistocène, formant notamment des cônes de déjection apportés, selon certaines sources, par un ancien bras du Danube. Dans la seconde moitié du Pléistocène, les vents violents ont modelé ce paysage en une série de dunes orientées nord-sud.
Comme dans les autres localités de la rive sud du Balaton, les terrains riverains actuels de Balatonberény ont été conquis sur le lac. Après l'ouverture de la ligne de chemin de fer du sud en 1861, les tempêtes et les embâcles de glace causèrent au printemps 1862 des dégâts considérables sur les talus ferroviaires, menaçant même l'intégrité de la voie. Il devint alors nécessaire de réguler le niveau des eaux du lac, ce qui fut rendu possible par la mise en service de l'écluse du Sió en octobre 1863. Ce n'est qu'à partir de cette date que les zones aujourd'hui occupées par les plages, promenades, hôtels et résidences de vacances furent définitivement stabilisées en tant que terres émergées.

### Géologie et géomorphologie
Sur les hauteurs situées à l'est du village, les affleurements offrent aux amateurs de géologie des strates fossiles riches en coquillages marins. Dans la zone du Bokros-hegy, entre Balatonberény et Balatonkeresztúr, on peut trouver en abondance de remarquables fossiles de coquillages en forme d'éventail, mesurant entre 2 et 8 cm, incrustés dans l'argile et datant de plusieurs millions d'années.
Le plateau visible depuis la rive opposée, parfois désigné sous le nom de crête de Berény (Berényi-gerinc), débute entre Balatonberény et Balatonkeresztúr et s'étend vers le sud sur environ 33 à 35 kilomètres, jusqu'aux environs de Böhönye et Segesd. Son altitude dépasse rarement les 200 mètres ; le point culminant est le Baglas-hegy, situé entre Marcali et Kéthely, qui atteint 254 mètres. Ce relief est constitué d'un socle de sédiments pannoniens et de sables pliocènes supérieurs, recouverts d'un manteau de lœss, à travers lequel les couches sableuses et argileuses n'apparaissent que sporadiquement. L'érosion et les glissements de terrain continuent aujourd'hui de façonner la topographie locale.

## Histoire
Des vestiges du Néolithique et de l'âge du Bronze témoignent d'une présence humaine sur le territoire actuel de Balatonberény depuis environ 6 500 ans. De l'époque romaine subsistent des briques et un puits découverts dans le lac Balaton, ainsi que des tombes et des pièces de monnaie mises au jour dans le village. Des cimetières datant de la période des grandes migrations (IVe–VIIIe siècles) ont également été identifiés sur le site.
La première mention écrite du nom de la localité remonte à 1121, sous la forme Buren (un acte daté de 1082 fut longtemps considéré comme antérieur, mais s'est révélé être un faux). Dans les registres de la dîme pontificale de 1332–1337, le nom apparaît sous la forme Fanch-Beren, renvoyant à la famille seigneuriale des Fáncs de Gordova. En 1536, le village est mentionné sous le nom de Fajsz-Berény, et au XVIIe siècle, il appartenait à Miklós Zankó, héritier par les femmes de la famille Fáncs. En 1727, la seigneurie passa aux Hunyadi, qui firent reconstruire une nouvelle église baroque sur les ruines d'un édifice gothique du XIVe siècle en grande partie détruit. L'ouvrage de Mátyás Bél, au XVIIIe siècle, décrit une localité florissante, vivant principalement de viticulture et de pêche.
Lors de la guerre d'indépendance de 1848–1849, quatorze soldats originaires du village tombèrent au combat. À la fin du XIXe siècle, avec la construction de la ligne ferroviaire longeant la rive sud du Balaton, Balatonberény devint une station touristique de renommée nationale. Au début du XXe siècle, on y comptait déjà 171 cabines de bain, de nombreuses villas de villégiature et quatre hôtels. Le nom de la commune prit alors sa forme actuelle, Balaton-Berény.
Un monument commémore les victimes des deux guerres mondiales. Sur le plan culturel, la commune est aussi connue pour avoir accueilli en septembre 1906 le jeune ethnomusicologue Béla Bartók, qui y séjourna quelques jours lors d'un voyage de collecte de chansons populaires. Il y recueillit trois mélodies, dont deux sont attestées par ses notes manuscrites : Elhervadt a citrusfa, un chant de prison, et une version de la ballade Fehér Laci lovat lopott, interprétée par Juli Ifi, jeune habitante du village.
Dans la seconde moitié du XXe siècle, Balatonberény, rattachée au district de Fonyód, perdit son autonomie administrative au profit d'un conseil commun avec Balatonszentgyörgy. Elle ne retrouva son indépendance qu'en 1989. Elle fut ensuite rattachée à la micro-région de Fonyód, puis à celle de Marcali à partir de 2007. Depuis 2013, la commune relève du district de Marcali.
Un événement tragique marqua la localité le 1er juillet 2002 : un accident d'autocar causa la mort de 20 pèlerins polonais. Un mémorial a été érigé sur les lieux, devenu un site de mémoire important pour la communauté polonaise de Hongrie.

## Population

### Minorités culturelles et religieuses
Selon le recensement de 2011, 77,2 % des habitants de Balatonberény s'identifiaient comme Hongrois, 8,2 % comme Allemands, et 1 % comme Roms ; 19 % n'ont pas déclaré d'appartenance ethnique (des identités multiples étant possibles, la somme peut dépasser 100 %). Du point de vue religieux, 59,5 % des habitants se déclaraient catholiques romains, 1,9 % réformés, 2,2 % luthériens, 0,2 % gréco-catholiques ; 8,2 % se déclaraient sans confession et 26,2 % n'ont pas répondu.
Au recensement de 2022, 84,8 % de la population se déclaraient Hongrois, 9,6 % Allemands, 0,8 % Roms, 0,2 % Bulgares, 0,2 % Ruthènes, 0,2 % Slovaques, et 0,1 % respectivement Serbes, Croates et Ukrainiens ; 2,7 % appartenaient à d'autres nationalités non autochtones, tandis que 9,9 % n'ont pas répondu. Sur le plan religieux, 47,4 % se déclaraient catholiques romains, 2,7 % luthériens, 2,4 % réformés, 0,2 % gréco-catholiques, 0,1 % israélites, 1,7 % autres chrétiens, 1,2 % autres catholiques ; 10,8 % se déclaraient sans religion, et 32,7 % n'ont pas répondu.

## Équipements

### Réseaux extra-urbains
Balatonberény est accessible par la route via la route secondaire 7119, qui la relie à ses communes voisines situées également sur la rive sud du lac Balaton. Elle dispose par ailleurs d'une gare sur la ligne ferroviaire Székesfehérvár–Gyékényes. Son territoire extérieur sud comprend également un important carrefour routier où se rejoignent les routes principales 7, 68 et 76.

## Économie
La principale attraction de Balatonberény reste le lac Balaton lui-même : la commune dispose de 6 kilomètres de rivage, avec à la fois des plages gratuites et des plages payantes, ainsi qu'un camping et une plage naturiste, unique sur la rive sud du lac.

## Patrimoine local

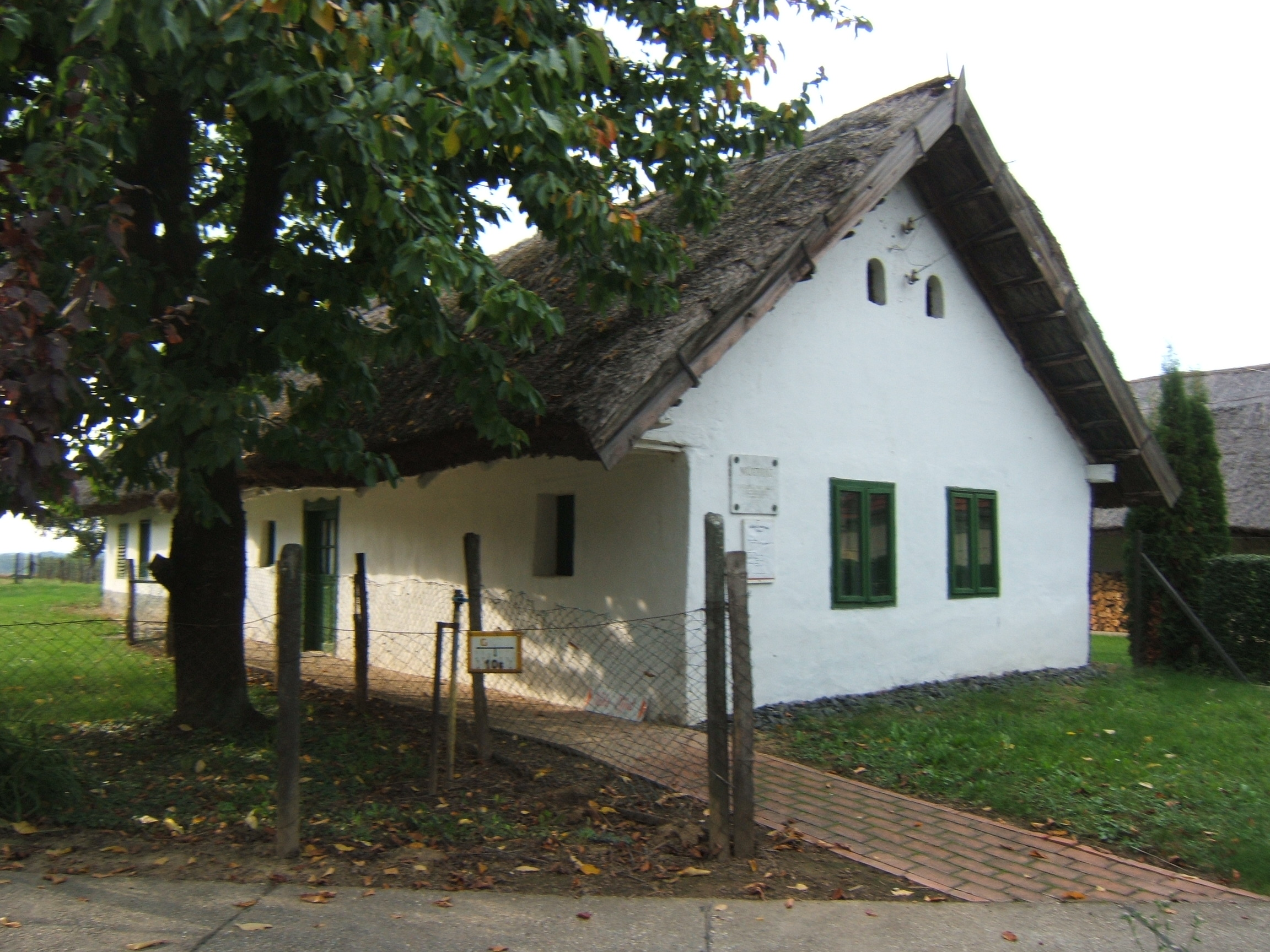
L'écomusée de Balatonberény est situé dans une maison paysanne traditionnelle.

Le village abrite un écomusée local appelé Múltház, installé dans une maison paysanne traditionnelle (tájház). Sur le vignoble situé à la périphérie, on trouve une centaine de présház (maisons de pressoir) aux toits de chaume, datant pour la plupart de la fin du XVIIIe siècle et construites en terre crue ; elles sont aujourd'hui classées monuments historiques.
L'église paroissiale, elle aussi protégée au titre des monuments historiques, conserve certains éléments de style gothique datant du XIVe siècle. Dans le jardin de l'église se dresse une statue baroque de saint Wendelin, réalisée en 1793.
Parmi les autres monuments notables du village figurent une statue de Lajos Kossuth, un mémorial dédié à l'insurrection de 1956, ainsi qu'un monument situé dans le parc de la rue du Balaton, représentant trois coques de bateau symbolisant respectivement la Haute-Hongrie, la Voïvodine et la Transylvanie. Dans le parc de la place de la Liberté (Szabadság tér), on trouve aussi un kopjafa commémorant le millecentenaire de la conquête hongroise et une croix millénaire érigée à l'occasion de l'an 2000.

## La localité dans les représentations
À l'été 1969, le réalisateur Tamás Rényi tourna à Balatonberény, pendant trois semaines, le film Krebsz, az isten (Krebsz, le dieu), dont l'intrigue se déroule autour d'un concours de beauté.
La localité est mentionnée de manière indirecte dans le premier roman de l'humoriste Tibor Bödőcs, Meg se kínáltak, dont plusieurs chapitres évoquent des lieux du pays de Zala.

## Jumelages
| Ville | Ville                    | Pays | Pays     |
| ----- | ------------------------ | ---- | -------- |
|       | Sântimbru (Harghita) (d) |      | Roumanie |

## Personnalités liées à la localité
Le sculpteur, médailleur, graphiste et peintre László Kenéz (1945–2006) a vécu et travaillé à Balatonberény à partir de 1982.
Le cimetière du village abrite la tombe d'Elemér Futó, ancien inspecteur de la réserve naturelle du Petit Balaton  et garde-chef retraité du Parc national du Haut-Balaton.